# Damien Seguin
Pour les articles homonymes, voir Seguin.
Damien Seguin, né le 3 septembre 1979 à Briançon (Hautes-Alpes), est un skipper français, en voile paralympique — il est né sans main gauche — et en course au large.
En paralympique, il a obtenu cinq titres de champion du monde et deux médailles d'or aux Jeux paralympiques en 2.4mR en 2004 et en 2016 et une médaille d'argent en 2008. Dans la course au large, il a couru d'abord en classe Figaro, ensuite en Class40, avec notamment à son actif deux participations à La Route du Rhum en solitaire (10e de sa classe en 2010, 8e en 2014) ainsi qu'une deuxième place sur la Transat en double Jacques-Vabre en 2011 avec son très proche ami Yoann Richomme comme coéquipier. Après avoir remporté le Tour de France à la voile en 2017 sous les couleurs de La Française des Jeux, il se lance dans le projet de disputer le Vendée Globe en 2020, course en solitaire au tour du Monde, récupérant l'ancien DCNS de Marc Thiercelin pour l'optimiser. Renommé Groupe Apicil, il se classe 6e de la Route du Rhum 2018 puis 14e de la Transat Jacques Vabre 2019, toujours avec Yoann Richomme. Il prend le départ du Vendée Globe en 2020 qu'il termine à la 7e place. Il prend de nouveau le départ du Vendée Globe en novembre 2024 avec un nouveau bateau, toujours nommé Groupe Apicil (ancien Maître CoQ IV qui avait gagné le précédent Vendée Globe).  

## Palmarès

### Course au large
- 2006 :
  - 14e (28 inscrits) de la Transat AG2R avec Denis Lemaitre sur Des pieds et des mains[4] en 20 jours, 9 heures, 59 minutes et 45 secondes
  - 36e (44 inscrits) de la Solitaire du Figaro
- 2009 : 4e de la Solidaire du Chocolat en Class40

- 2010 : 10e (44 inscrits) de la Route du Rhum en Class40, sur Des pieds et des mains en 20 jours, 0 heure, 6 minutes et 8 secondes ; 35e au classement général

- 2011 : 2e de la Transat Jacques-Vabre en Class40 à bord de ERDF - Des pieds et des mains (avec Yoann Richomme)

- 2013 : 7e de la Transat Jacques-Vabre en Class40 à bord de ERDF - Des pieds et des mains (avec Yoann Richomme)

- 2014 : 8e (43 inscrits) de la Route du Rhum - Destination Guadeloupe en Class40, sur ERDF - Des pieds et des mains en 18 jours, 9 heures, 19 minutes et 21 secondes ; 27e au classement général

#### À la barre du premier ImocaGroupe Apicil
- 2018 :

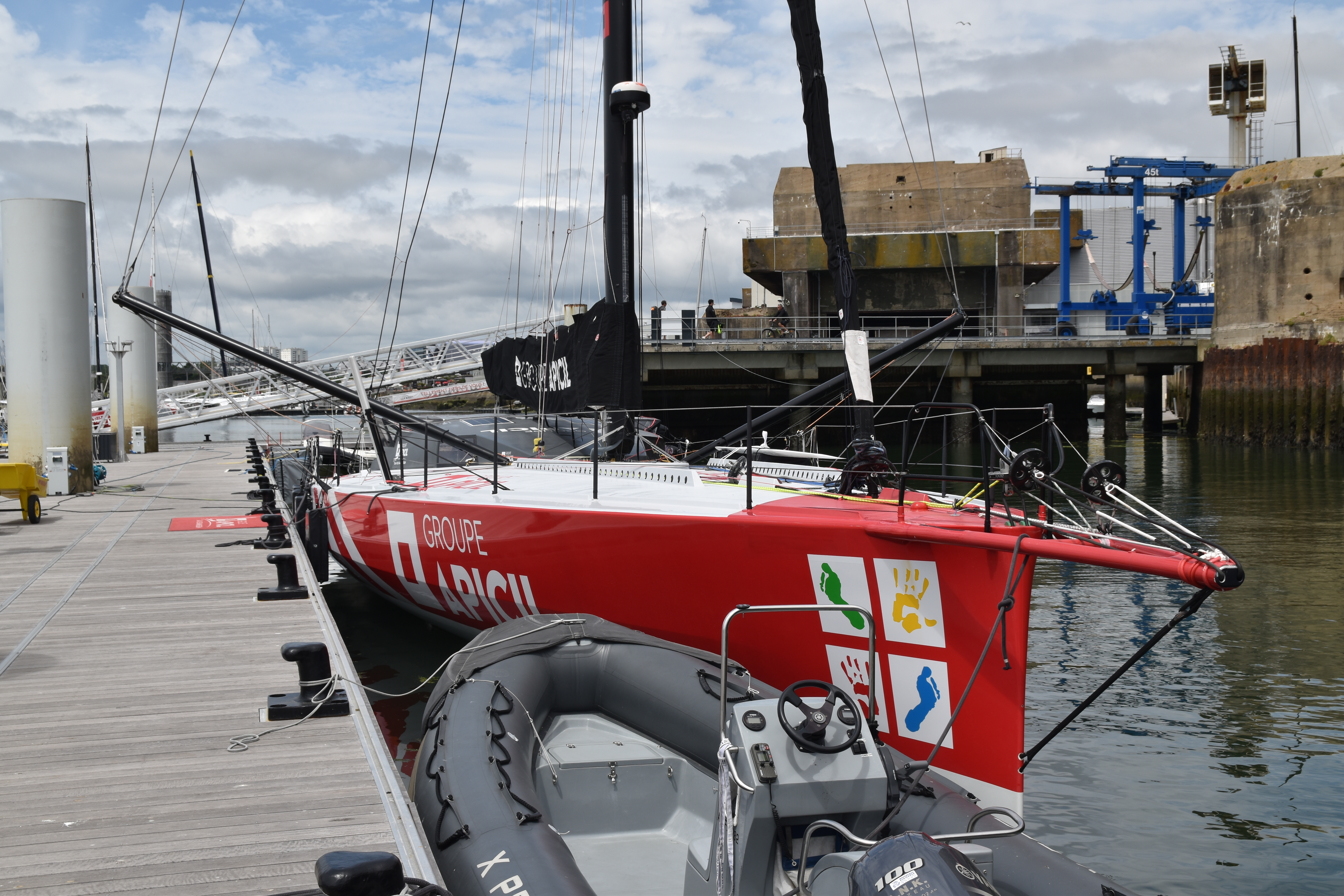
Le premier Imoca Groupe Apicil à Lorient, en juin 2021.

  - 3e de la Bermudes 1000 Race, avec Jean Le Cam[5]
  - 6e (20 inscrits) de la Route du Rhum - Destination Guadeloupe en IMOCA, en 14 jours, 18 heures, 55 minutes et 2 secondes ; 12e au classement général

- 2019 :
  - 14e de la Transat Jacques-Vabre en classe IMOCA avec Yoann Richomme
  - 5e du Défi Azimut
  - 16e de la Fastnet Race

- 2020 : 10e du Défi Azimut[6]

- 2021 :
  - 7e du Vendée Globe 2020-2021 (sur 33 au départ)[7]
  - 7e (sur 12 IMOCA au départ) de la Fastnet Race avec Benjamin Dutreux[8]
  - 10e des 48 heures du Défi Azimut avec Benjamin Dutreux[9]
  - 11e (sur 22 IMOCA au départ) de la Transat Jacques-Vabre avec Benjamin Dutreux[10]

#### À la barre du deuxième ImocaGroupe Apicil
- 2022 :

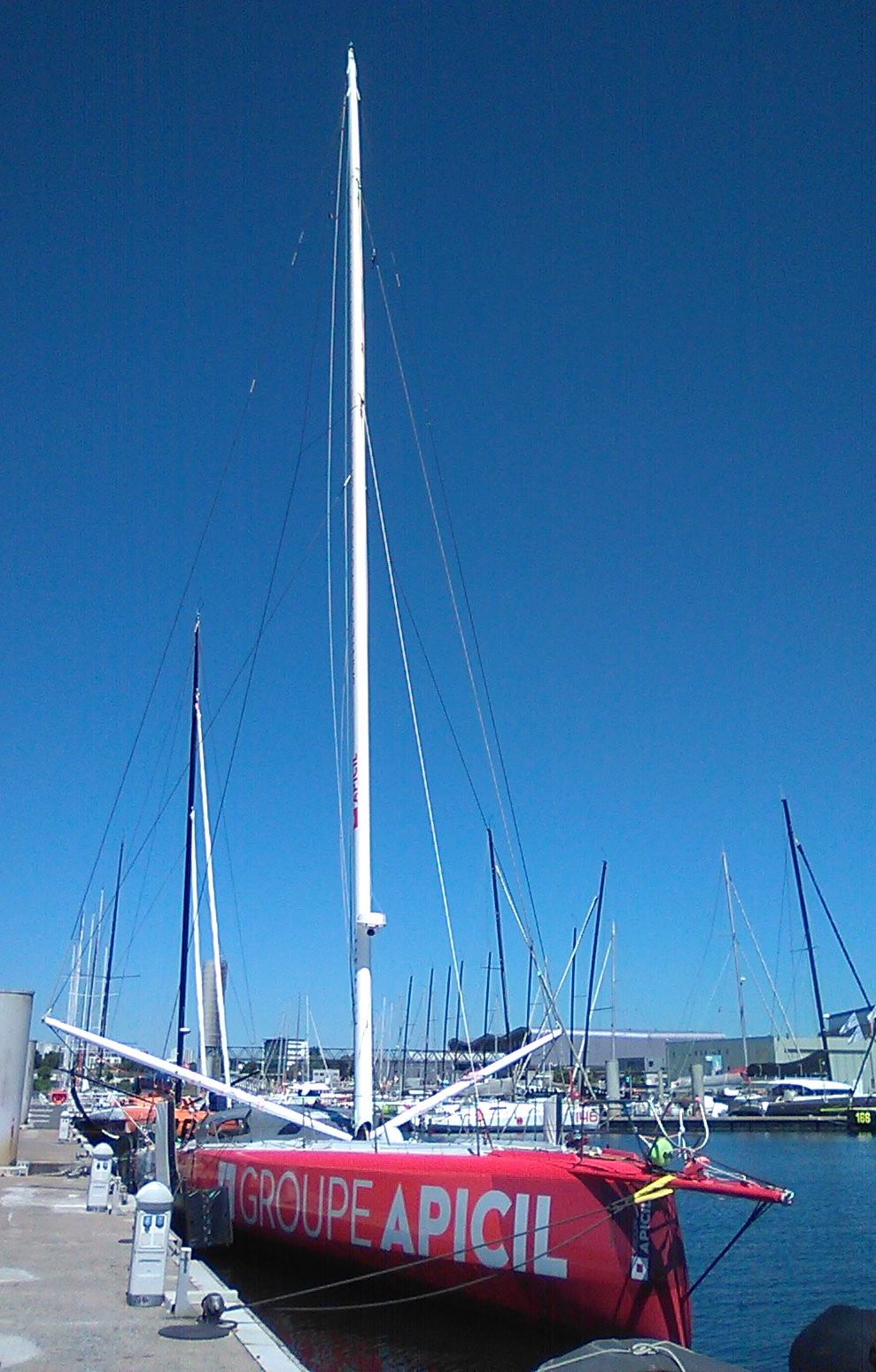
Le deuxième Imoca Groupe Apicil à Lorient, en juillet 2022.

  - 9e de la Guyader Bermudes 1000 Race
  - 9e de la Vendée-Arctique

- 2025 :
  - 15e du Vendée Globe 2024-2025 (sur 40 au départ)[11]

### Jeux paralympiques
- 2004 :  Médaillé d'or à Athènes en 2.4mR
- 2008 :  Médaillé d'argent à Pékin en 2.4 mR
- 2012 : 4e à Londres (Weymouth) en 2.4 mR et porte drapeau de la délégation Française
- 2016 :  Médaillé d'or à Rio en 2.4 mR J.I[12]

### Championnats du Monde
- 2005 : Champion du Monde en 2.4mR (support paralympique)
- 2007 : Champion du Monde en 2.4mR (support paralympique)
- 2012 : Champion du Monde en 2.4mR (support paralympique)
- 2015: Champion du Monde en 2.4mR (support paralympique)
- 2019: Champion du Monde en 2.4mR (support paralympique)

### Coupe du Monde de Voile
22 victoires sur des Coupes du Monde

### Tour de France à la voile
2017 :  vainqueur du Tour de France à la voile sur le bateau Fondation FDJ - Des Pieds et des Mains

## Distinctions
- Officier de la Légion d'honneur le 1er décembre 2016[13] (Chevalier du 25 octobre 2004)
- Officier de l'Ordre national du Mérite